# مارلوو مدوو (مریلند)
مارلوو مدوو (به انگلیسی: Marlboro Meadows) شهری در ایالت مریلند کشور ایالات متحده آمریکا است که جمعیت آن در سرشماری سال ۲۰۱۰ میلادی، ۳٬۶۷۲ نفر بوده‌است.